# EC 1.3.2
La EC 1.3.2 è una sotto-sottoclasse della classificazione EC relativa agli enzimi. Si tratta di una sottoclasse delle ossidoreduttasi che include enzimi che agiscono su donatori di elettroni aventi gruppi CH-CH ed un citocromo come accettore.

## Enzimi appartenenti alla sotto-sottoclasse
| numero EC  | nome accettato                  |
| ---------- | ------------------------------- |
| EC 1.3.2.3 | L-galattonolattone deidrogenasi |